# 地中海竹筴魚
地中海竹筴魚（学名：Trachurus mediterraneus），為輻鰭魚綱鱸形目鱸亞目鰺科竹筴魚屬下的一個種，為溫帶海水魚。

## 分類及命名
本種最早於1868年由奧地利魚類學家，動物學家和爬行動物學家Franz Steindachner首次描述，後者將其命名為Caranx trachurus mediterraneus。 另外還有兩次描述：1956年的Y. G. Aleev和J.Dardignac和A. Vincent。 它的通用名稱來自希臘詞根trachys，意思是「粗糙」，oura意思是「尾巴」。

## 分布
本魚分布於東大西洋區，從法國比斯開灣至茅利塔尼亞海域、半鹹水域，包括地中海、黑海及亞速海東部及南部地區，深度0-500公尺。

## 特徵
本魚體呈橢圓形且側扁，頭部較大，下顎突出，鼻孔小而緊密，眼睛受到發育良好的脂肪眼瞼的保護。體背面顏色從藍灰色到黑色，身體的下部三分之二是白色到銀色，尾鰭是黃色，鰓蓋後面有一個明顯的黑色斑點，體長可達60公分。

## 生態及經濟利用
成魚主要棲息在底層水域，有時也會出現在表層水域，成群活動，會進行洄游，屬肉食性，以沙丁魚、甲殼類等為食，繁殖期在每年5-8月，約在2歲體長達16公分時達性成熟，為高經濟價值的食用魚，通常以圍網或固定網捕獲。

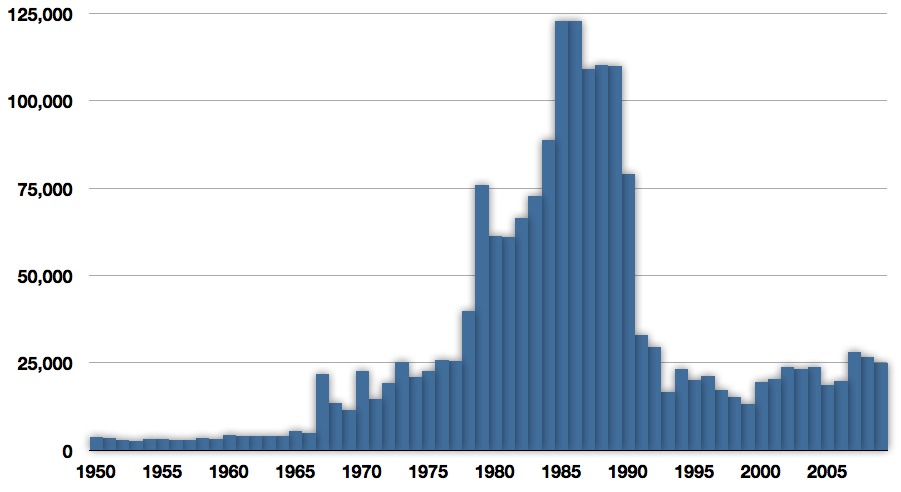
自1950到2009年地中海竹筴魚的商業捕獲量

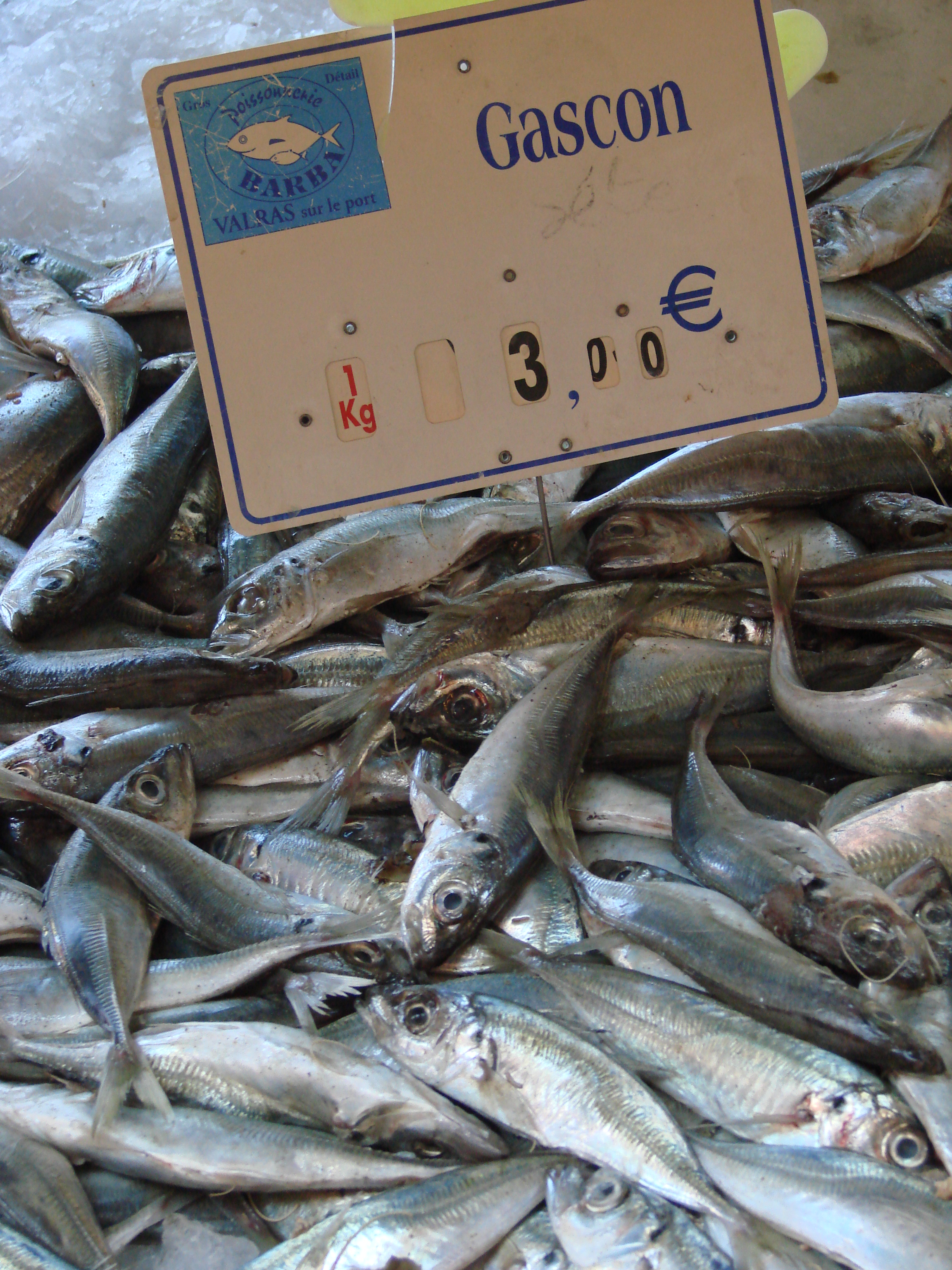
地中海竹筴魚市地中海地區重要的經濟資源